# りんりんちゃん
りんりんちゃんは、東京都板橋区のマスコットキャラクター。

## プロフィール
板橋区の花、ニリンソウの妖精をモチーフにしている。
- 年齢：妖精のため不明
- 生誕地：板橋区内のニリンソウ群生地
- 性格：おもてなしをすることが大好き
- 好きな食べ物：いたばしのいっぴん
- 特技：光合成と緑のカーテンづくり
- 特徴：頭の緑色の物体は葉っぱの帽子

## キャラクター誕生
2008年に板橋区と板橋区観光協会が、板橋区の観光PRのために「いたばし観光キャラクター」の全国公募を行い、選考委員会において応募作品309点の中から決定した。名前の由来は、凛とした2つの花を咲かせる「ニリンソウ」の「リン」と、「板」「橋」の部首の「きへん（木）」2つで緑を思わせる「リン（林）」の2つの意味を持ち、合わせて「りんりん（ちゃん）」となった。今では観光キャラクターの枠を越えて、板橋区を代表するキャラクターとして区の様々なPR活動を行っている。

## キャラクター展開

### イラストの活用
- 板橋区が所有する「りんりんちゃん」のイラスト数十点を無料で使用できる。（板橋区に使用申請を行い許可をもらう。個人で楽しむ範囲であれば申請は不要）。
- 広報紙で「りんりんちゃん」のイラストを使用している。
- ニリンソウ群生地の案内板や「ニリンソウ観察Day」のポスターに「りんりんちゃん」のイラストが使われている。
- 毎年4月、板橋区徳丸地区3校の新小学一年生に、板橋区青少年健全育成徳丸地区委員会から「りんりんちゃん」デザインの「あいさつのまち徳丸クリアファイル」が配布されている。
- 毎年4月、板橋区内の新小学一年生に「りんりんちゃん」のイラスト入りランドセルカバーが配布されている。
- 毎年11月〜12月、板橋区のサイトから「りんりんちゃん」の物語に関連したイラスト入り年賀状画像（PDF・JPEG）がダウンロードできる。
- 板橋区内在住の妊婦さんに「りんりんちゃん」イラスト入り（コウノトリに乗り赤ちゃんを届けるりんりんちゃん）ガーゼハンカチを配布している。
- 板橋区が推進する「板橋かたつむり運動」（かたつむりのおやくそく）で「りんりんちゃん」とごみ減量キャラクター「かたつむりん」のイラストが活用されている。
- 板橋区統合アプリ「ITA-Port」のごみ・リサイクルに関する機能で「りんりんちゃん」のイラストが使われている。
- 板橋区の郷土カルタ「いたばしカルタ」のパッケージに「りんりんちゃん」のイラストが使われている。
- 渋沢栄一とりんりんちゃんのデザインのマンホールがある。(板橋3-10-2付近 仲宿商店街入口周辺）

### 着ぐるみの活用
- 着ぐるみを活用し区内外のイベントなどで板橋区のPRをしている。
- 毎年8月、いたばし花火大会では板橋区長・観光協会会長・板橋区観光大使（杉浦太陽）・「りんりんちゃん」によるカウントダウンが行われる。
- YouTube（板橋区公式チャンネル）で板橋区の防災情報などを発信している。

### 車のラッピング展開
- ごみ収集車にマグネットシートが施されていた。（2009年〜2021年まで）
- コミュニティバス「りんりんGO」にラッピングが施されている[1]

## 歴史
2008年
- 1月 - デザイン発表（全国公募により応募作品309点の中から決定された）[2]

2009年
- 5月 - 板橋区と交流のある茨城県桜川市から寄贈された「りんりんちゃん石像」の除幕式が行われる[3]
- 10月 - 板橋区の「ごみ減量キャンペーン」の一環で、ごみ収集車に「りんりんちゃん」デザインのマグネットシートを使用。

2010年
- 2月 - ｢板橋区コミュニティバス愛称委員会｣でバスの名前が｢りんりんGO｣に決定。（愛称は区民より募集した）
- 4月 - 板橋区コミュニティバス｢りんりんGO｣運行に「りんりんちゃん」のラッピングデザインが施され、車内シート・つり革カバー・バス停・赤塚駅、高島平駅サインにも「りんりんちゃん」がデザインされる。車両：日野ポンチョ、デザイン：きむらなおき）[4][5]
- 5月 - 板橋区コミュニティバス｢りんりんGO｣の開通を記念し、郵便局が「りんりんGOとりんりんちゃん」イラスト入りオリジナルフレーム切手（3,000枚限定）を発売。
- 5月 - ｢りんりんGO｣のシートと同素材・同デザインで製作した「りんりんちゃん」特大クッションと車内シートと同サイズのクッション数点が、住江織物の好意により製作され、 ｢りんりんGO｣をデザインした｢きむらなおき｣より板橋区長へ寄贈される。

2011年
- 4月 - 板橋区都市計画マスタープランの表紙に「りんりんちゃん」のデザインを使用。

2012年
- 2月 - 板橋区施設内（約270施設）に掲示する節電ポスターとステッカーに「りんりんちゃん」のデザインを使用。ポスターは「ウォームビズ」「クールビス」「節電中」 「元気なあなた2アップ3ダウンは階段で！」の4種類。[6]
- 4月 - 板橋区徳丸地区小学校の全校生徒に、板橋区青少年健全育成徳丸地区委員会から「りんりんちゃん」のデザインの「あいさつのまち徳丸クリアファイル」を配布。
- 11月 - 板橋区の郷土カルタ「いたばしカルタ」のパッケージに「りんりんちゃん」デザインを使用。
- 11月 - 「りんりんちゃん」を使用した「板橋かたつむり運動」（りんりんちゃん + かたつむりん）のイラスト・ロゴマークが、デザイナー｢きむらなおき｣より区に寄贈される。[7]

2014年
- 1月 - 「りんりんちゃんコインチョコ」を販売（製造：芥川製菓）[8]
- 5月 - NHK Eテレ『すイエんサー』のゆるいご当地キャラをテーマとした放送回に出演。
- 7月 - 徳丸商興会商店街（ゆり～と とくまる）に「りんりんちゃん」のイラストの入ったフラッグが掲げられる。[9]
- 7月1日〜2015年3月31日 - 東武東上線が開業100周年を迎えたことを記念し、沿線自治体の各キャラクターを車体にラッピングした「キャラクタートレイン」が運行。「りんりんちゃん」もラッピングされる。

2015年
- 11月 - 電子マネー「いたばし子育てWAON」の裏面に「りんりんちゃん」のイラストが使われる（板橋区とイオン株式会社の「子育て支援に関する協定」締結）。[10]

2017年
- 3月 - 「りんりんちゃんアクリルキーホルダー」販売（企画・販売：板橋区観光協会）

2018年
- 7月 - 板橋区統合アプリ「ITA-Port」のごみ・リサイクルに関する機能で「りんりんちゃん」のデザインを使用。[11]

2019年
- 4月 - 板橋区内の新小学一年生に配布されるランドセルカバーに「りんりんちゃん」のイラストを使用。
- 10月 - りんりんちゃん生誕10周年記念コインチョコを販売（製造：芥川製菓）
- 10月 - 板橋区コミュニティバス｢りんりんGO｣の車両とデザインを一新（車両：いすゞエルガミオ、デザイン：きむらなおき）。[12][13]

2020年
- 5月 - 板橋区内在住の妊婦さんに配布するガーゼハンカチに「りんりんちゃん」のデザイン（コウノトリに乗り赤ちゃんを届けるりんりんちゃん）を使用。

2021年
- 3月 - りんりんちゃん公式Twitter開設。観光情報の発信をしている。[14]

## 関連グッズ
- ハンドタオル・ Tシャツ・シール・ エコバッグ・ タンブラー・アクリルキーホルダー・コースター・コインチョコ・ボールペン・シャープペンシル

## ゆるキャラグランプリ
ゆるキャラグランプリには2012年から参加している。
- 第3回（2012年）：参加865キャラ中478位
- 第4回（2013年）：参加1580キャラ中494位（東京都内68体中28位）
- 第5回（2014年）：参加1699キャラ中291位